# McKenzie Lee
McKenzie Lee (Leicester, 16 maggio 1979) è un'attrice pornografica britannica.

## Biografia
McKenzie Lee esordisce come spogliarellista in uno strip club di Birmingham, per poi continuare in un nightclub londinese. Ha lavorato come spogliarellista per sei anni. Fu anche una cheerleader per i Leicester City F.C.
Lee poi andò negli Stati Uniti, comparve su Night Calls la notte di Capodanno del 2005, poi fu un'intervistatrice per Playboy agli AVN Awards 2005. Lì ha incoronato vincitrice Jenna Jameson.
Inizia la sua carriera nel cinema porno nel 2004 in Europa, lavorando per case produttrici come Private Media Group, girando solamente scene con ragazze. Successivamente, ha iniziato a lavorare prima con il suo ragazzo Marcus London e poi con altri attori. Nel 2006 ha vinto l'AVN Awards come Best New Starlet.
Nel 2009 è tornata nel settore pornografico dopo una pausa di tre anni. Firmò un contratto in esclusiva per le sue prestazioni con la Digital Playground nel mese di ottobre 2009. Due mesi più tardi, risolse il suo contratto e diventò una free agent. Nel 2022 ha ottenuto il suo primo XBIZ per la miglior scena transessuale insieme a Casey Kisses.

## Vita privata
Nel periodo di pausa dall'industria tra il 2006 e il 2009 ha avuto due figli.

## Riconoscimenti
- AVN Awards
  - 2006 – Best New Starlet[10]
- XBIZ Awards
  - 2022 – Best Sex Scene - Trans per TS Love Stories 6 con Casey Kisses[11]

## Filmografia
- Street Heat 1 (2003)
- Cum Swappers 2 (2004)
- Irregular Practice 2: Open Leg Surgery (2004)
- R.S.V.P. (2004)
- Raw and Uncut Berlin (2004)
- UK Student House Orgies 1: Big Tit Orgies (2004)
- Vice Girls 4 (2004)
- Wife Swap (2004)
- Wild Cards (2004)
- Anal Angels 2 (2005)
- Aquafuct (2005)
- Ariana Jollee's Fuck Me (2005)
- Black Label 38: Chateau 3 (2005)
- Chateau 1 (2005)
- Chateau 2 (2005)
- Double Penetration Fantasies 2 (2005)
- Fuck My Ass -n- Make Me Cum 5 (2005)
- Girl Play (2005)
- Girls Interrupted 3 (2005)
- House of Shame (2005)
- Jack's Playground 27 (2005)
- Jack's Playground 28 (2005)
- Jack's Teen America 9 (2005)
- Penetrate Me (2005)
- Roxy Jezel's Fuck Me (2005)
- Semi-detached 2 (2005)
- Sins of the Flesh (2005)
- Slam It in Rough (2005)
- Slut Puppies 1 (2005)
- Tear Me A New One 1 (2005)
- Teen Sensations 10: Little Misschievous (2005)
- Virtual Dreams With McKenzie Lee (2005)
- Altered Minds (2006)
- Bra Bustin and Deep Thrustin (2006)
- Brea's Crowning Glory (2006)
- Cathy's Diaries 8 (2006)
- Deep in Style (2006)
- Jenna's Provocateur (2006)
- Krystal Therapy (2006)
- McKenzie Illustrated (2006)
- McKenzie Loves Pain (2006)
- McKenzie Made (2006)
- My Plaything: McKenzie Lee (2006)
- Sleeping Around (2006)
- Anal Debauchery 1 (2007)
- Dirty Dog 4: Pedigree Chums (2007)
- Hustler Hardcore Vault 5 (2007)
- Muff Bumpers 5 (2007)
- Teen Solos (2007)
- Ass on Tap (2008)
- Club Jenna's Casting Couch 4 (2008)
- MILF Next Door 4 (II) (2008)
- Screen Dreams 3 (2008)
- Assploitations 10 (2009)
- Casey Parker's Girl Crazy (2009)
- Club Jenna: The Anal Years (2009)
- Nylons 6 (2009)
- Porn Fidelity 20 (2009)
- POV Jugg Fuckers 2 (2009)
- Alexis Texas: Nymphomaniac (2010)
- Anal Acrobats 5 (2010)
- A-Team XXX (2010)
- Big Tit Cream Pie 7 (2010)
- Big Tit Oil Orgy (2010)
- Big Tits at School 10 (2010)
- Big Tits Boss 10 (2010)
- Bikini Land (2010)
- Boob Bangers 7 (2010)
- Bossy MILFs 5 (2010)
- Brother Load 2 (2010)
- Bum Rushed 2 (2010)
- Busted (2010)
- Busty Beauties: The A List 4 (2010)
- Busty POV (2010)
- Cheating Housewives 7 (2010)
- Cougar Street (2010)
- Couples Seeking Teens 4 (2010)
- Evil Anal 11 (2010)
- Golden Globes 3 (2010)
- House of Ass 13 (2010)
- I Came in Your Mom 3 (2010)
- In the Butt 5 (2010)
- Jack's POV 16 (2010)
- Just You And Me (2010)
- Lex The Impaler 5 (2010)
- MILF Bitches (2010)
- MILF Invasion (2010)
- Mom's Cuckold 4 (2010)
- My Boss' Daughter (2010)
- Pandora's XXX Toy Box (2010)
- Teachers with Tits (2010)
- Titlicious 2 (2010)
- Bikini Warriors (2011)
- Boob Bangers 8 (2011)
- Gangbang Auditions 25 (2011)
- Hollywood Icons Come to Life (2011)
- Housewives Gone Black 12 (2011)
- Job for Jenna (2011)
- Manuel Ferrara Is a MILF Whore (2011)
- Mommy's All Alone (2011)
- Naughty and Nice (2011)
- Passport (2011)
- Pickup Player (2011)
- Prison Girls (2011)
- Sasha Grey and Friends 1 (2011)
- Splashdown (2011)
- This Ain't ESPN XXX (2011)
- Anal Academy (2012)
- Day With A Pornstar 3 (2012)
- Dirty Over 30 (2012)
- Fuck Em Slutty 1 (2012)
- Gang Affiliated (2012)
- McKenzie Lee is Disgraced in Public Bar (2012)
- My Friend's Hot Mom 33 (2012)
- Occupy Your Ass (2012)
- She Can Take All 13 Inches (2012)
- We're Addicted to Anal (2012)
- Cowgirl Up (2013)
- Foreign Fuckers (2013)
- Mommy Got Boobs 16 (2013)
- My First Sex Teacher 32 (2013)
- My Wife Caught Me Assfucking Her Mother 5 (2013)
- WhiteRoom 2 (2013)